# Castello di Bentheim (van Ruisdael)
Il castello di Bentheim è un dipinto a olio su tela (110x114 cm) realizzato nel 1653 dal pittore Jacob Van Ruisdael. È conservato nella Society of Jesuits of Saint Ignatius, attualmente in prestito alla National Gallery of Ireland di Dublino.
Fra tutte le versioni del castello di Bentheim questa è ritenuta la meglio riuscita.